# Miroslav Červenka
Miroslav Červenka (5. listopadu 1932 Praha – 19. listopadu 2005) byl český básník, překladatel a literární vědec.

## Život
Dětství prožil ve Vlašimi, od třinácti žil v Praze. Maturoval v roce 1951 na gymnáziu. Vystudoval češtinu a literární vědu na Filozofické fakultě Univerzity Karlovy v Praze. Poté pracoval v Ústavu pro českou literaturu ČSAV v Praze. V roce 1961 zde získal titul kandidáta věd a o osm let později doktora věd. Působil též v časopise Květen a v letech 1968–1970 byl šéfredaktorem časopisu Česká literatura. V roce 1964 se stal zakládajícím členem Odboru přátel a příznivců Slavie, který měl za cíl zachránit a pozdvihnout fotbalovou Slavii, toho času živořící ve druhé fotbalové lize.
Po roce 1968 nesměl publikovat, v roce 1971 byl propuštěn z ústavu. Pracoval pak na smlouvu o dílo v Památníku národního písemnictví, kde kupříkladu uspořádal pozůstalost Jana Jelínka. Roku 1975 se stal technickým knihovníkem v Pragoprojektu, kde pracoval až do roku 1989. Své práce uveřejňoval v samizdatu a v cizině. Spolupracoval se samizdatovým časopisem Obsah.
V roce 1990 se vrátil do Ústavu pro českou literaturu ČSAV v Praze. Od roku 1990 až do své smrti přednášel na Ústavu české literatury a literární vědy Filozofické fakulty Univerzity Karlovy. V roce 1989 získal titul docent, roku 1994 profesor. Stal se místopředsedou Pražského lingvistického kroužku, opět se stal šéfredaktorem České literatury (1990–2002), od roku 2002 byl členem Učené společnosti ČR.
V roce 1969 byl oceněn při příležitosti setkání ke 40 letům od smrti Otokara Březiny, kdy obdržel pamětní medaili ke 100. výročí narození Otokara Březiny.

## Dílo

### Literárněvědné publikace
- Český volný verš devadesátých let, knižně 1963
- Symboly, písně a mýty, 1966
- Významová výstavba literárního díla, 1992 původně německy (1978)
- Z večerní školy versologie, 1983 (v samizdatu), 1991
- Styl a význam, 1991
- Obléhání zevnitř, 1996
- Fikční světy lyriky, 2003
- Kapitoly o českém verši, 2006 (posmrtně)

### Poezie
- Po stopách zítřka, 1953
- To jsi ty, země, 1956
- Lijáky, 1960
- Hra na hvězdy, 1962
- Strojopisná trilogie, 1992

Kromě vlastní tvorby překládal z mongolštiny, ruštiny, estonštiny a ukrajinštiny.